# Kościół Wniebowzięcia Najświętszej Maryi Panny w Kruklankach
Kościół Wniebowzięcia Najświętszej Maryi Panny w Kruklankach – rzymskokatolicki kościół parafialny położony we wsi Kruklanki, należący do parafii Wniebowzięcia Najświętszej Maryi Panny w Kruklankach (dekanat Giżycko – św. Krzysztofa diecezji ełckiej).

## Historia
Kościół parafialny w Kruklankach istniał już w 1479, kiedy proboszczem został Iakobus Engelbrecht – duchowny z diecezji warmińskiej. Jak wynika z dokumentacji kościelnych, nową świątynię zbudowano w 1575. Świątynia była dwa razy przebudowywana: w 1753 i 1874. Od strony wschodniej dobudowano zakrystię, natomiast kruchtę od południa. Dzwonnicę dostawiono od zachodu. Jej cokół najprawdopodobniej z czasów budowy kościoła. Dwie kolejne kondygnacje dobudowano około 1600, a zabudowę szczytową dopiero w 1915

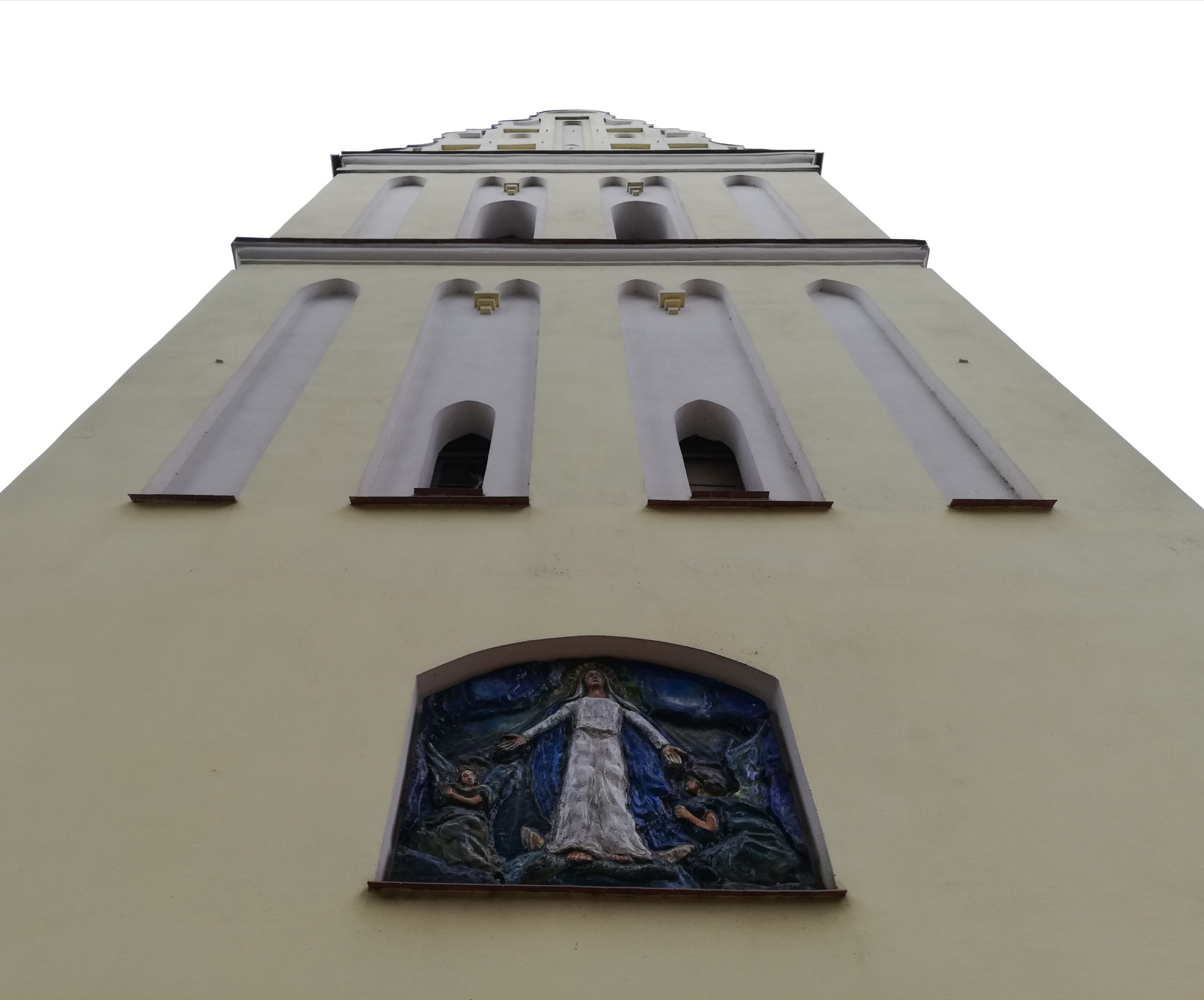
Dzwonnica

Poważnych zniszczeń kościół doznał podczas I wojny światowej, kiedy w okolicy Kruklanek przebiegała linia frontu niemiecko-rosyjskiego. Wtedy to kilka pocisków trafiło w dzwonnicę, z której uczyniono posterunek obserwacyjny rosyjskiej artylerii. Jednak zniszczenia nie były zbyt duże, i usuwano je na bieżąco wykorzystując miejscową białą cegłę.
Ogrzewanie zamontowano dopiero w 1937, a rok później naprawiono dach.

## Architektura
Kościół został wzniesiony w stylu późnogotyckim, w późniejszym czasie przestylizowany renesansem i barokiem. Jest to świątynia salowa, orientowana (ołtarz główny ustawiony jest w kierunku wschodu, a wydłużony kształt na osi wschód-zachód), wybudowana z cegły o wątku główkowo-wozówkowym i wypełnieniami z kamienia polnego. Całość otynkowana i pomalowana na żółto (bryła kościoła i wieża), biało (blendy na wieży, wokół witraży i drzwi głównych) i czerwono (podmurówka wieży, dawniej całego kościoła). Wnętrze jednonawowe bez wydzielonego prezbiterium. Nawę główną przykrywa sklepienie kolebkowe, drewniane, natomiast od filarów do ścian strop płaski.

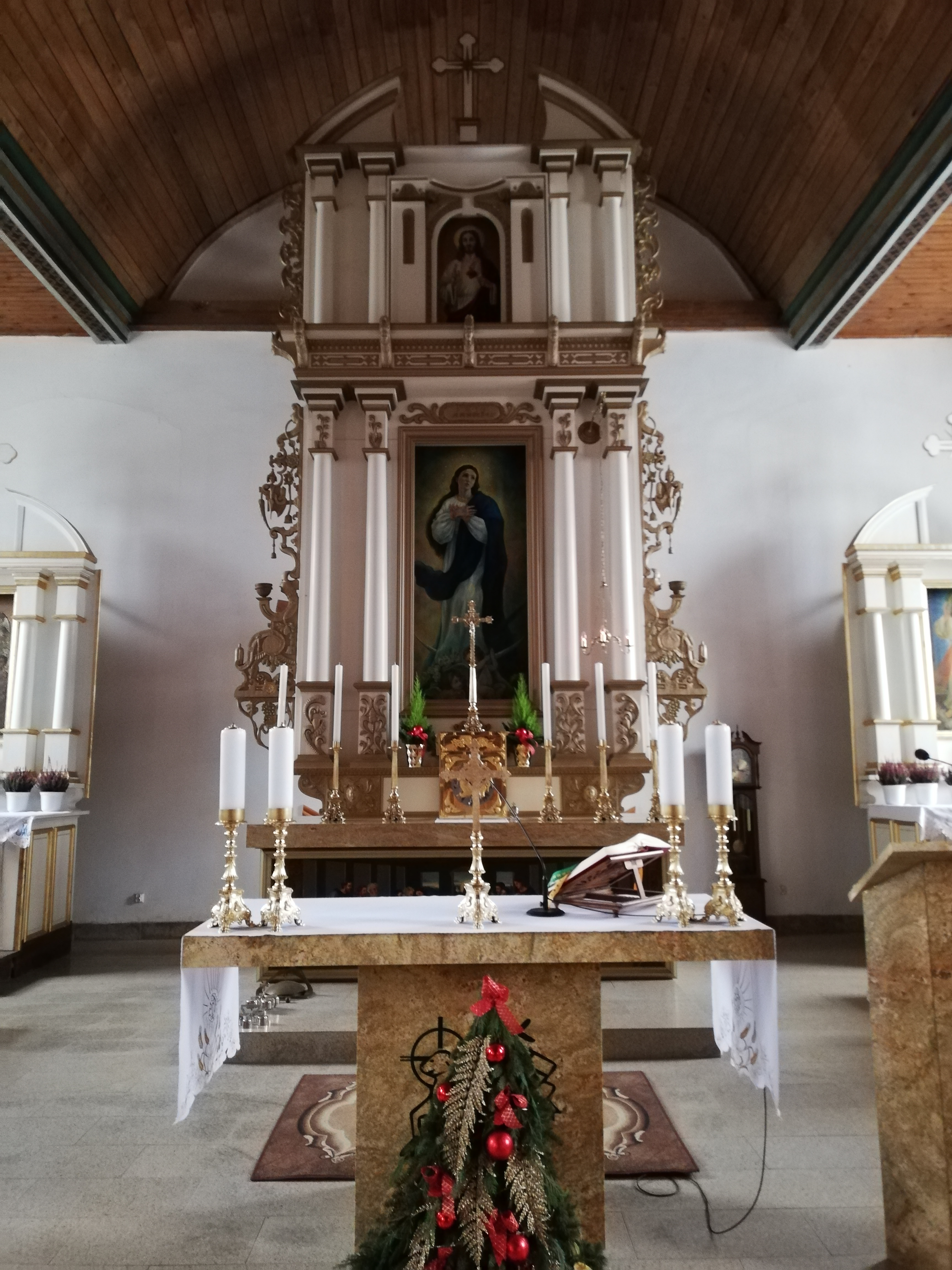
Ołtarz główny wraz z tabernakulum oraz stół ołatrzowy

Dzwonnicę zwieńczają renesansowe sterczyny. Wiszą na niej 3 dzwony.
W 2017 wokół kościoła wyłożono kostkę brukową oraz zamontowano metalową bramę.

## Organy
Organy zamontowano dopiero w 1896 na chórze kościelnym. Instrument ten posiada łącznie 16 głosów realnych. Sterowanie tymi organami jest oparte na dwóch klawiaturach ręcznych i jednej pedałowej. Nad manuałami jest zachowana tabliczka zakładu organmistrzowskiego, który wybudował organy: 146. Max Terletzki Königsberg 1/Pr.

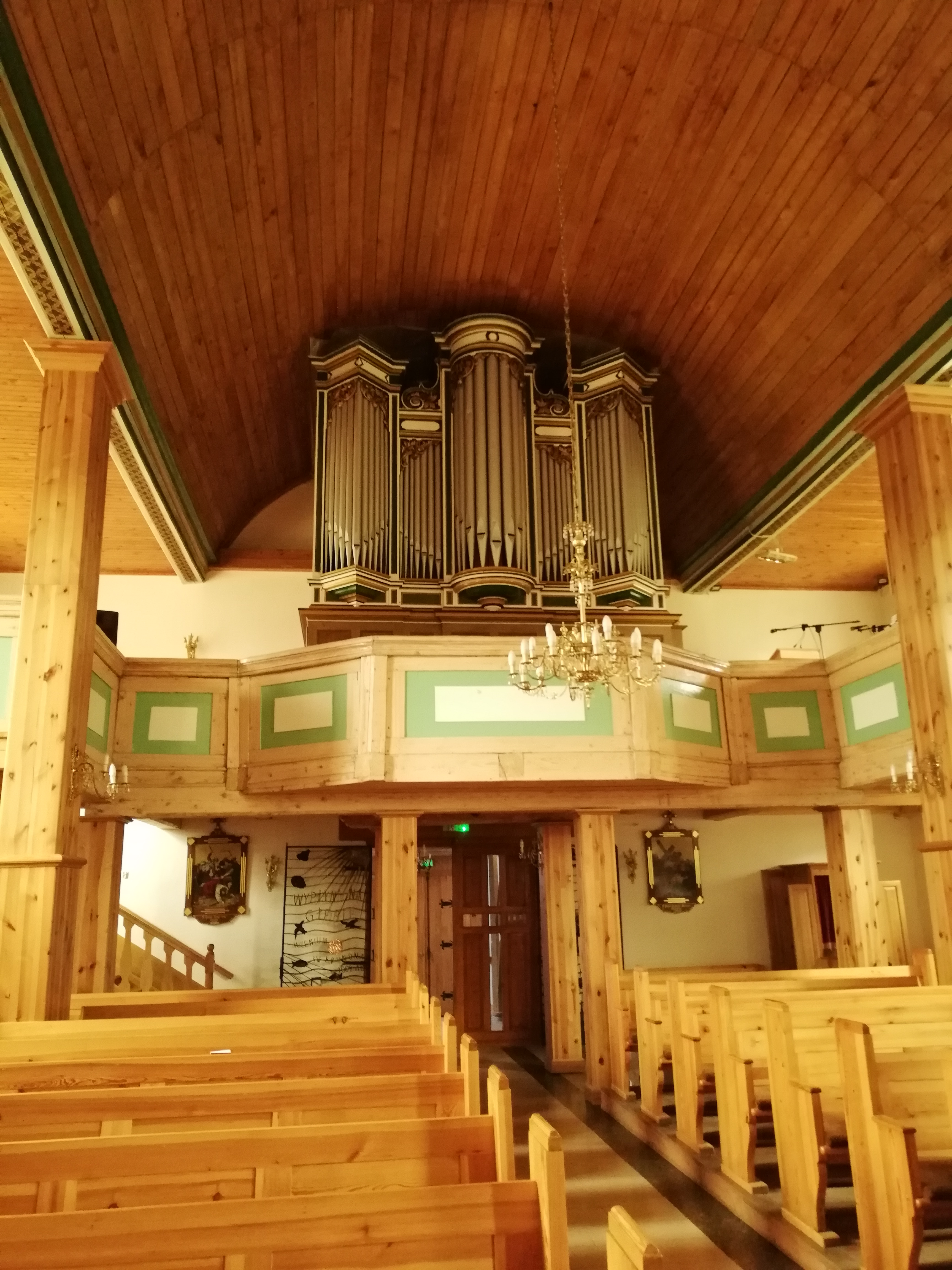
Prospekt organowy
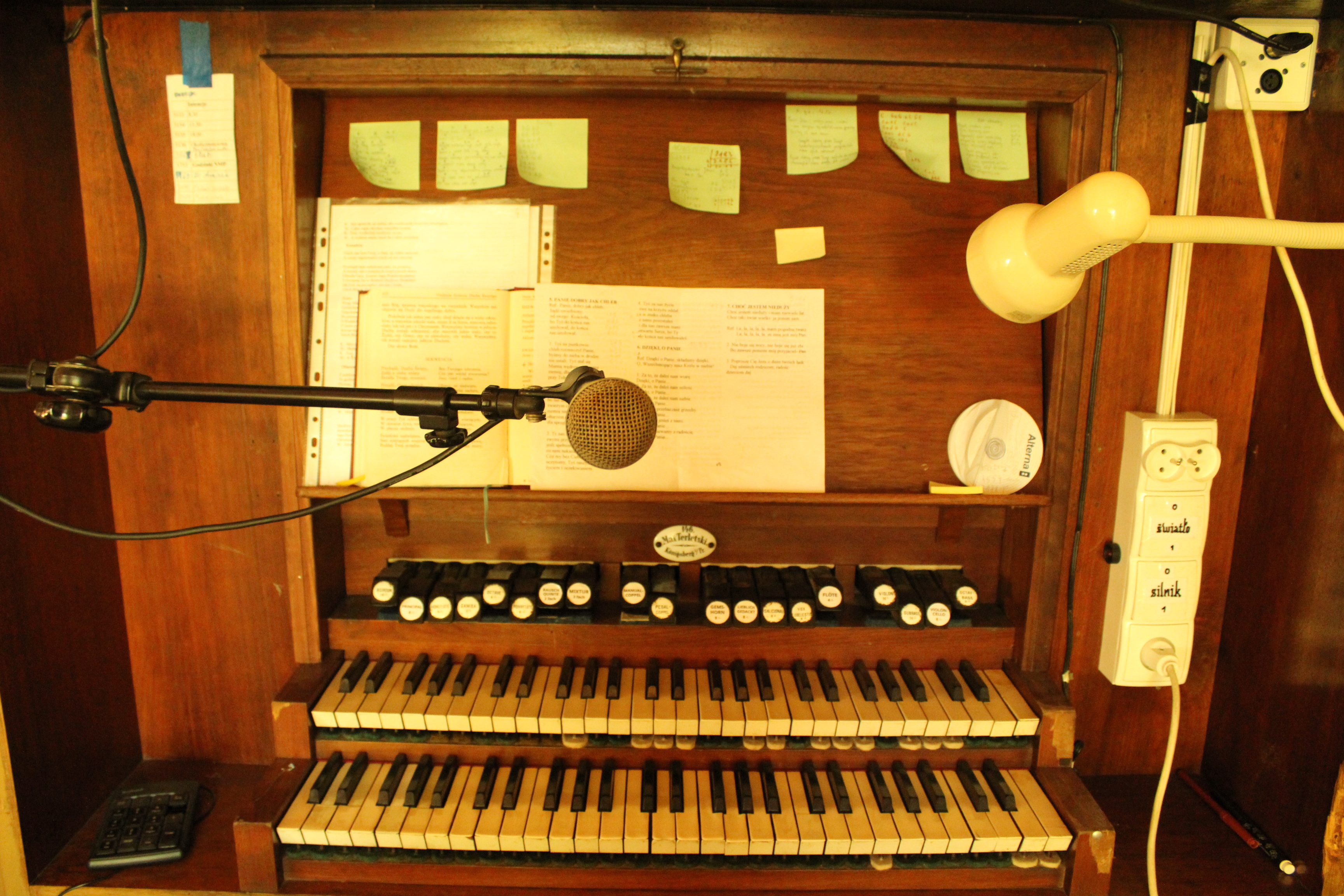
Stół gry organów kościoła w Kruklankach
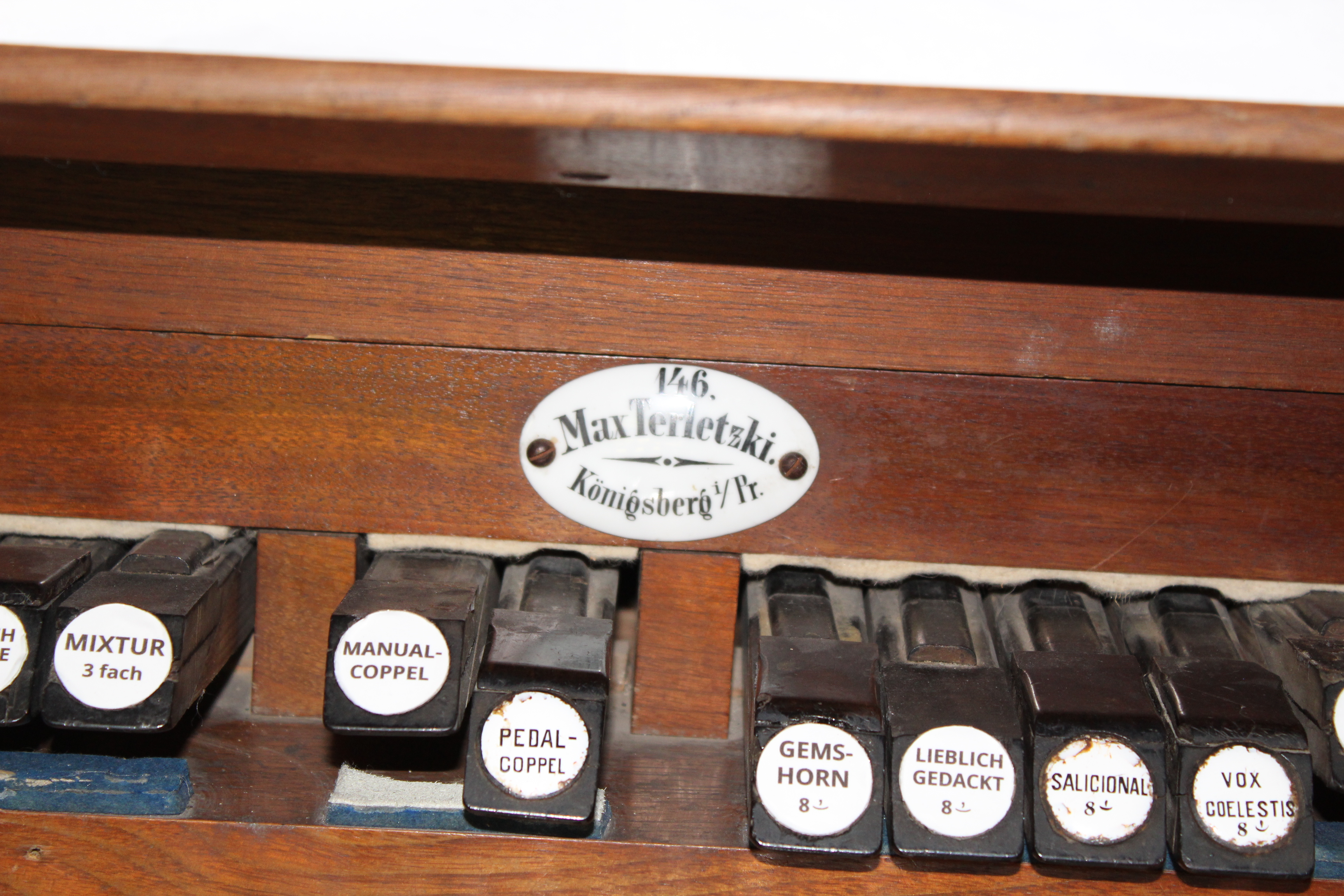
Tabliczka zakładu organmistrzowskiego, który wybudował organy

## Przynależność
Po reformacji kościół przeszedł w ręce ewangelików. Od początku XX wieku duchowieństwo podejmowało działania mające na celu ponownego przekazania świątyni katolikom. Od 1910 kapłani z Giżycka, od czasu do czasu, odprawiali tu nabożeństwa katolickie w domu prywatnym. Dopiero po II wojnie światowej, w 1946, kościół powrócił do rzymskich katolików i został wyświęcony ku czci Wniebowzięcia Najświętszej Maryi Panny. Parafia została erygowana w 1962.

## Ciekawostki
W 1875 podczas wymiany posadzki, po lewej stronie ołtarza odkryto grobowiec szlacheckiego rodu von Gansenów. Na kamiennej płycie było wyryte epitafium w języku łacińskim, który w wolnym tłumaczeniu brzmi:
"Tu spoczywa Anna Maria Gansen z domu Proeken obok swego syna Gotfryda Wilhelma Gansena, ostatniego potomka tego rodu w Prusach. Oboje zmarli we wrześniu 1710 roku z powodu zarazy. Napis wykuł Krystian Nowak, nauczyciel szkoły ludowej przy kościele w Kruklankach."
Po otwarciu trumien stwierdzono zjawisko mumifikacji ciał, które jednak pod wpływem warunków atmosferycznych uległy bardzo szybkiemu zniszczeniu.

Dawniej zamiast obecnego obrazu w ołtarzu głównym przedstawiającego scenę Wniebowzięcia wisiał obraz - podobizna Matki Boskiej Częstochowskiej w sukience brylantowej, który obecnie jest w ołtarzu bocznym (patrz galeria), a samo "Wniebowzięcie" stało na stoliku oparte o ścianę po lewej stronie ołtarza głównego.

## Wyposażenie
- Ołtarz główny - zestawiony w 1753 z użyciem zastawy z końca XVII wieku.
- Ambona - drewniana, z 1612
- Organy (patrz wyżej)
- 3 konfesjonały
- Chrzcielnica
- Stacje drogi krzyżowej

## Galeria

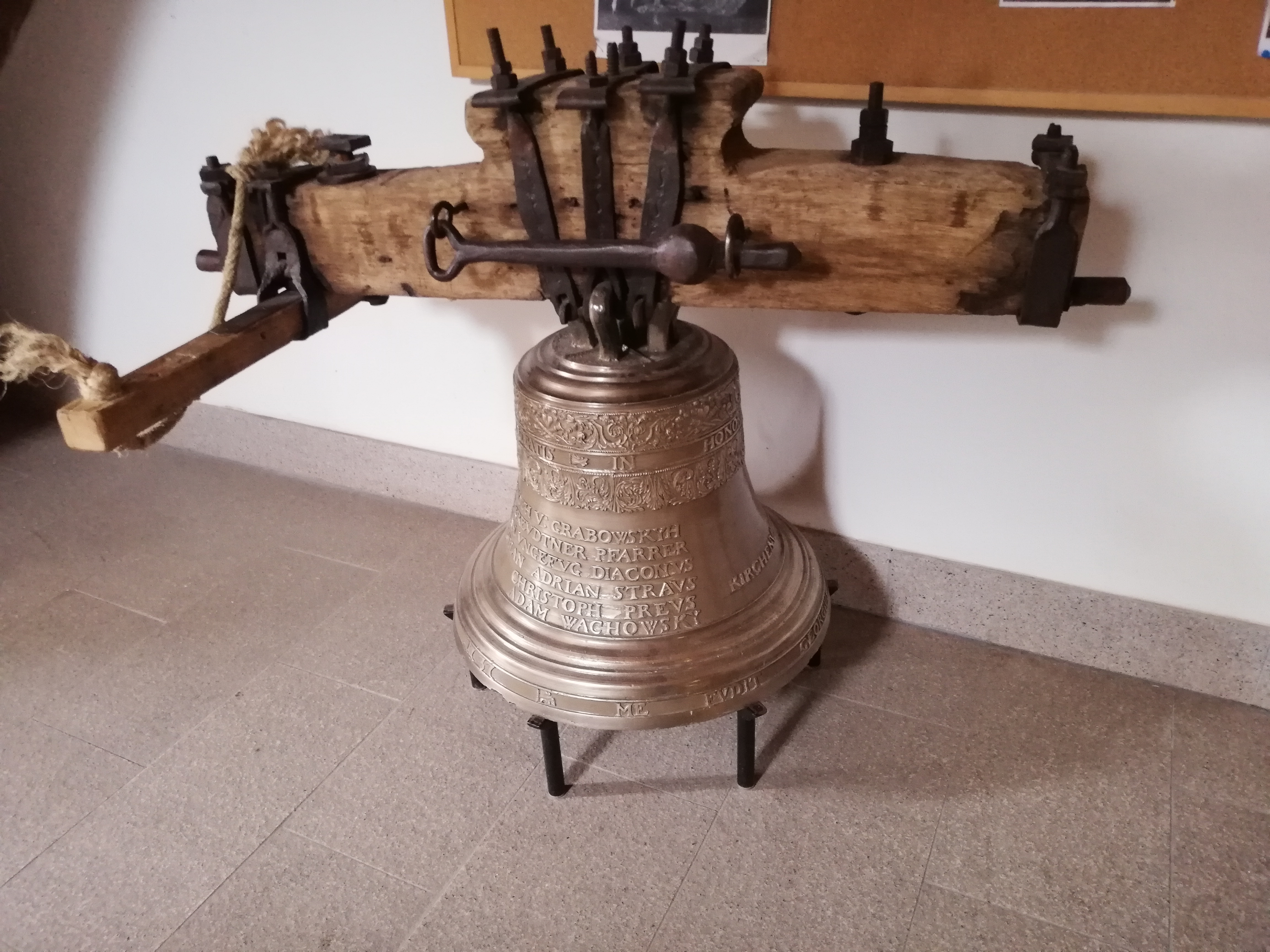
Jeden z trzech starych dzwonów oraz jego jarzmo. Obecnie stoi w kruchcie pod schodami na wieżę.
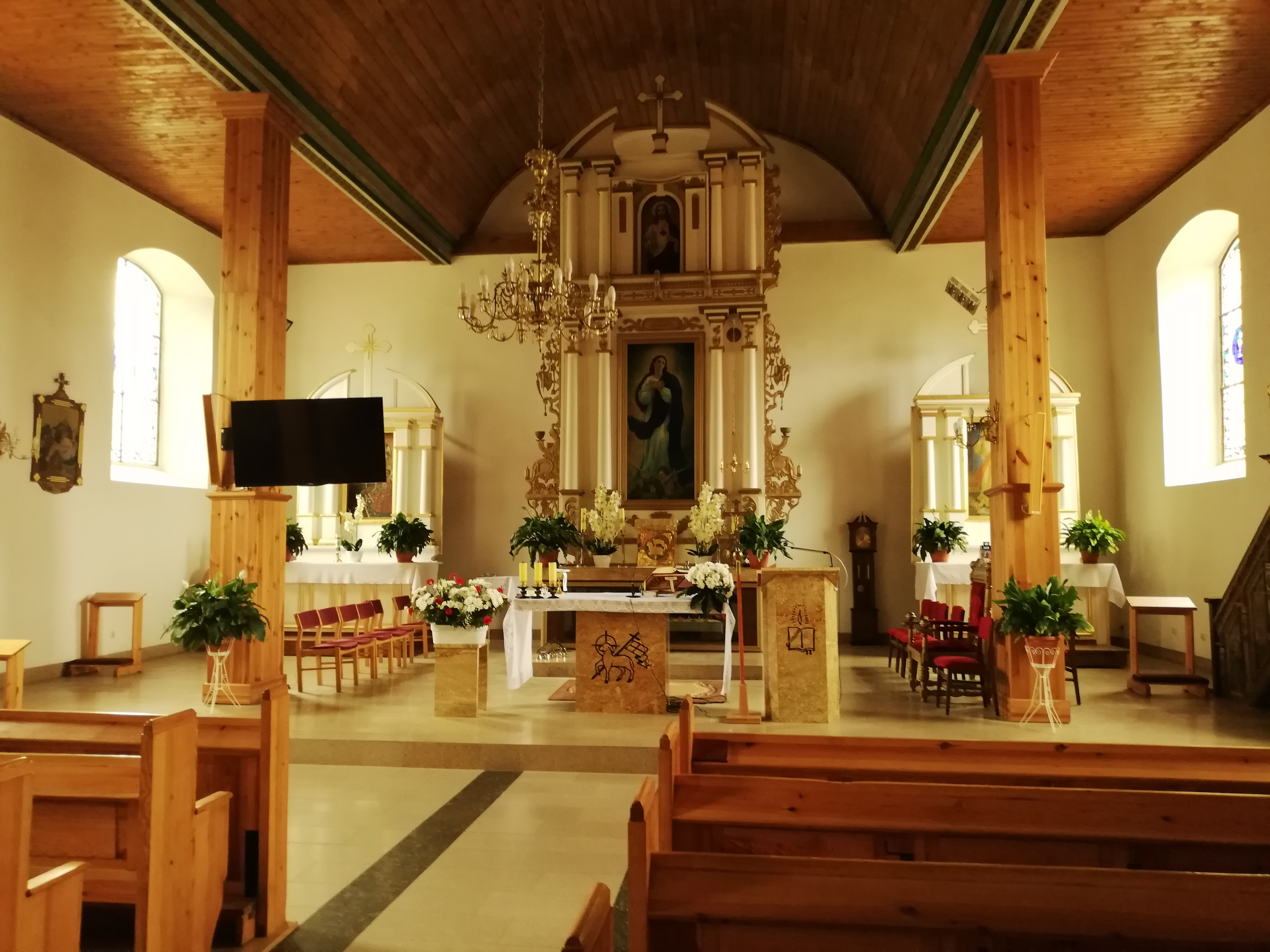
Prezbiterium
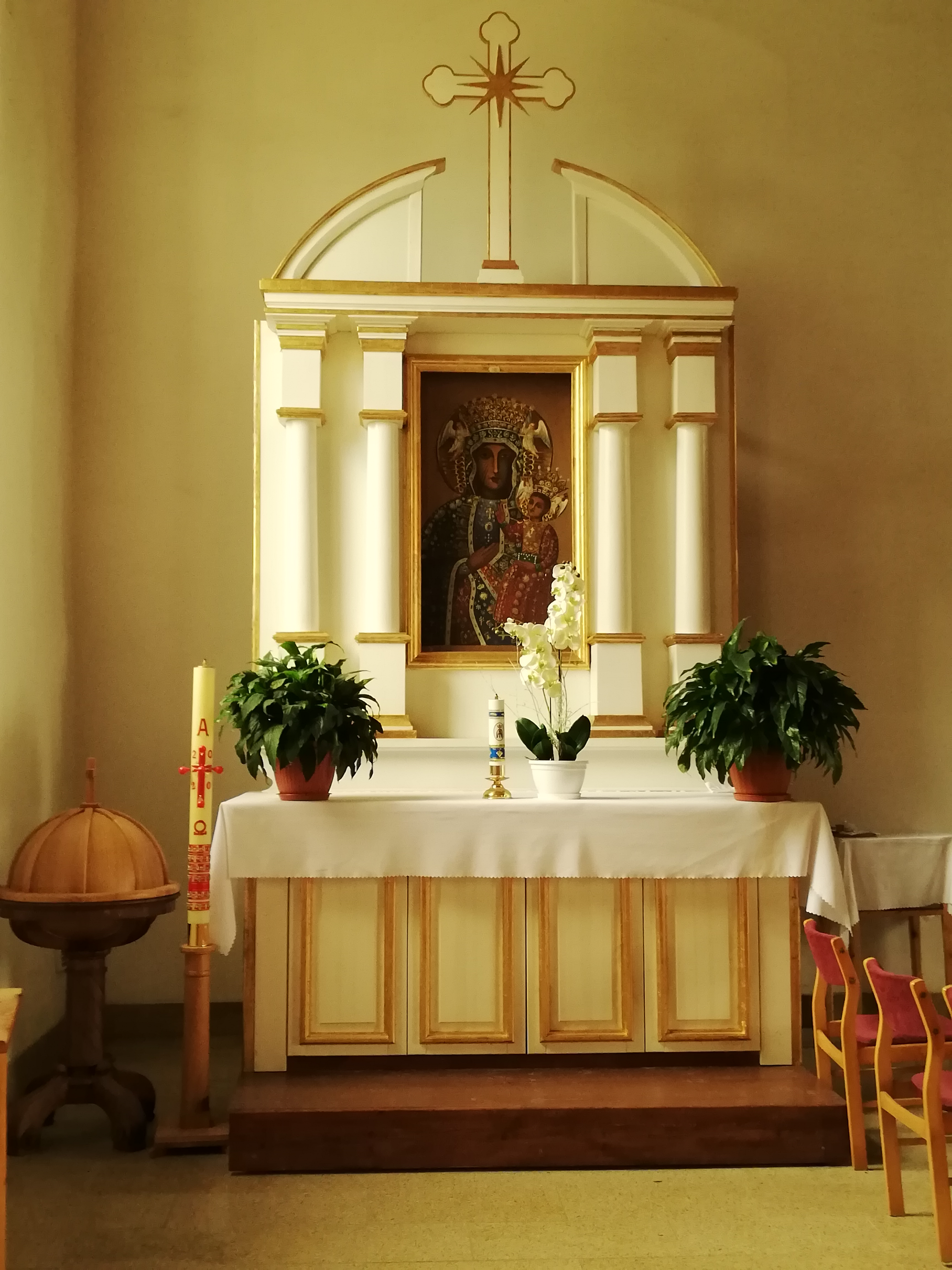
Ołtarz boczny lewy Matki Boskiej Częstochowskiej
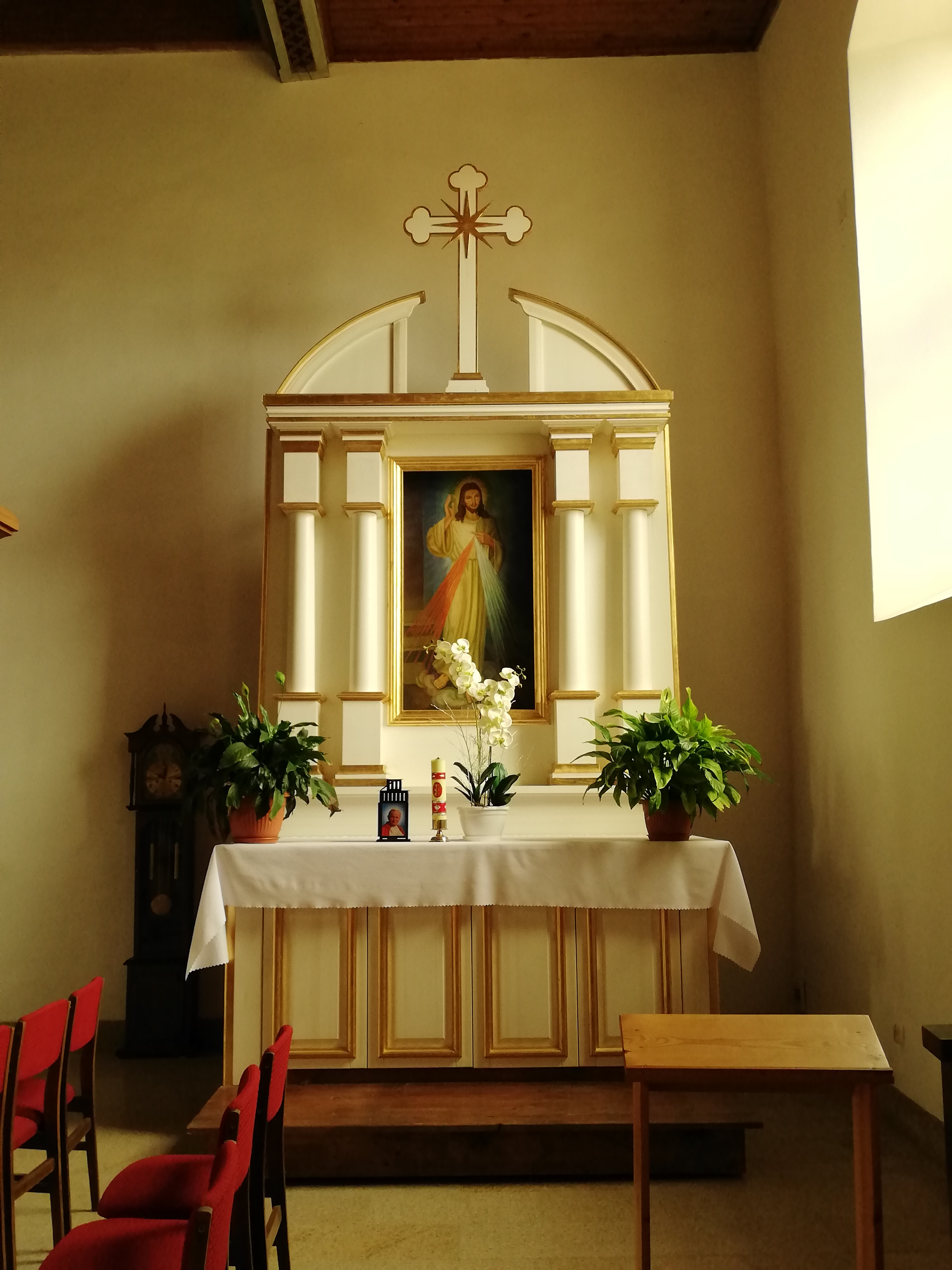
Ołtarz boczny prawy Jezusa Miłosiernego
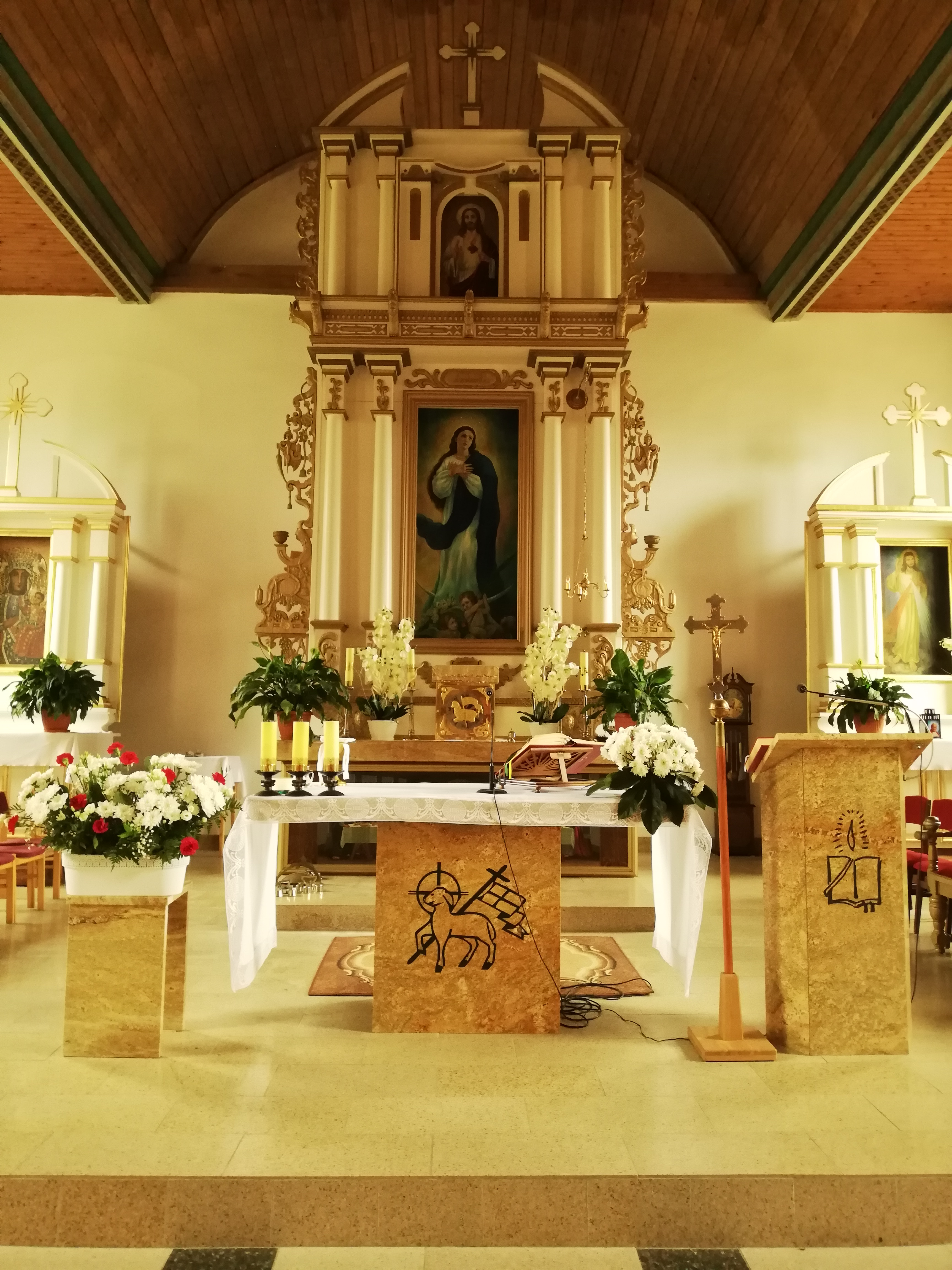
Ołtarz główny Wniebowzięcia Najświętszej Maryi Panny z tabernakulum, przed nim ołtarz posoborowy i ambona z 2016
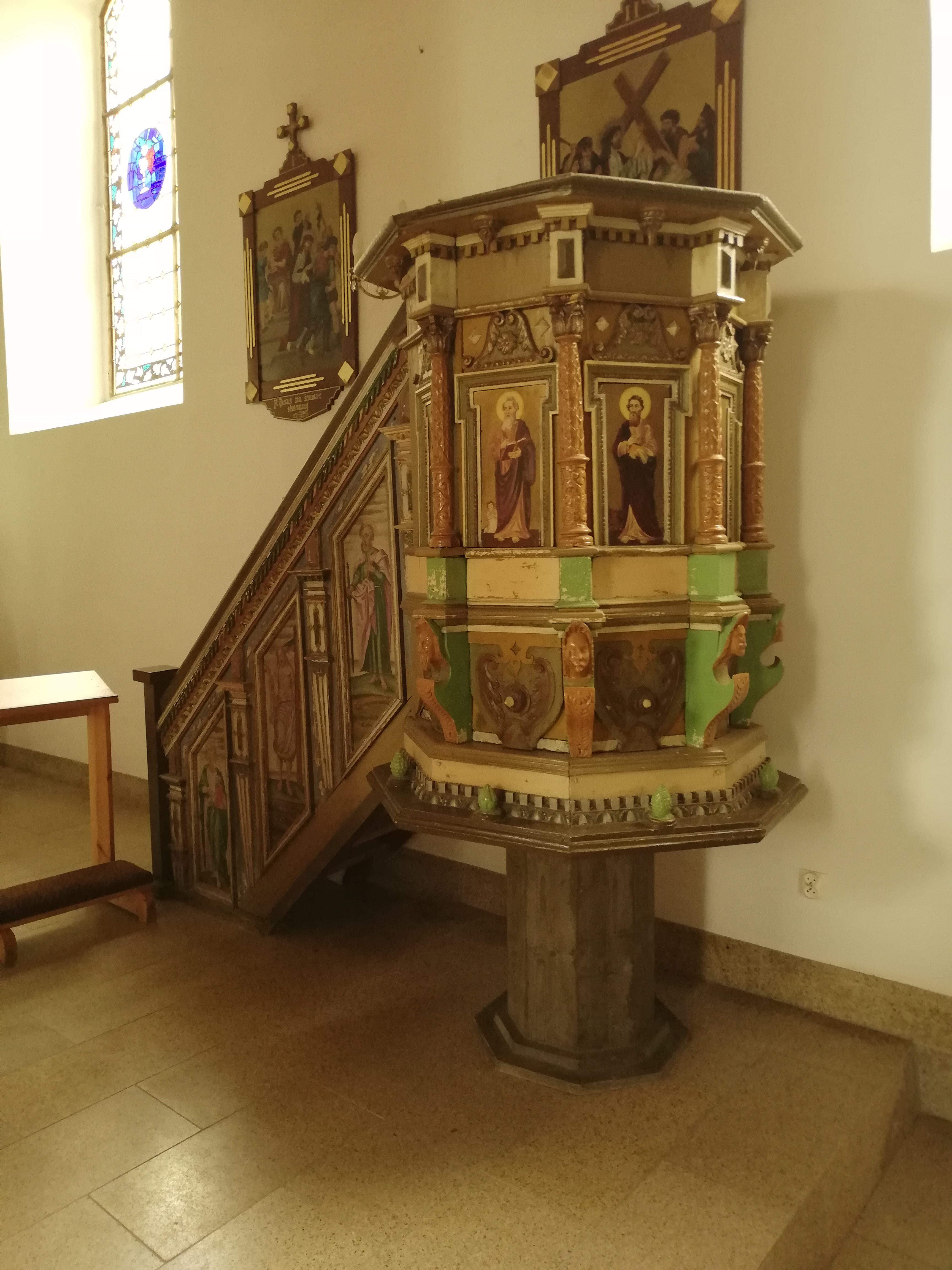
Zabytkowa, drewniana ambona z 1612